# Canned Heat
Canned Heat (с англ. «Консервированный [в консервной банке] жар») — американская блюз-рок-группа, образованная в 1965 году в Лос-Анджелесе, Калифорния, ныне покойными Аланом Уилсоном и Бобом Хайтом, которые название коллектива заимствовали у блюзмена Томми Джонсона и его песни 1928 года «Canned Heat Blues». Уилсон и Хайт, энтузиасты и коллекционеры блюза, возродили в своём творчестве огромное количество забытой блюзовой классики 1920—1930-х годов. Группа имела значительный коммерческий успех в 1969—1971 годах (восемь её альбомов входили в Billboard 200, хитами становились синглы «On the Road Again», «Goin' Up the Country» и «Let’s Work Together»), но (как отмечает Allmusic) по каким-то причинам «так и не смогла создать себе постоянную аудиторию».

## История группы
Боб Хайт (англ. Bob «The Bear» Hite) воспитывался в музыкальной семье: мама пела на профессиональной сцене, отец играл в танцевальном оркестре в Пенсильвании. Увлечение блюзом началось для мальчика в восьмилетнем возрасте, когда он впервые услышал «Cruel Hearted Woman» Тандера Смита. Он принялся коллекционировать пластинки и стал завсегдатаем музыкальных магазинов.

Музыкальная карьера Алана Уилсона (англ. Alan «Blind Owl» Wilson) началась на фолк-блюзовой сцене, в кофейнях Бостонского университета. Уже в студенческие годы он нашёл время, чтобы написать две пространных аналитических статьи о блюзменах Роберте Пите Уильямсе и Соне Хаусе: их опубликовала местная (и в то время авторитетная) музыкальная газета Broadside Of Boston. Когда Сона Хауса «заново открыли» в 1964, юный Уилсон часами сидел со старым музыкантом (страдавшим, помимо прочего, болезнями Паркинсона и Альцгеймера) и помогал ему вспоминать собственную технику игры на гитаре, которую тот не держал в руках много лет. Уилсон помог Хаусу записать альбом Father of the Delta Blues (1965), причём в трёх вещах сам сыграл на гармонике и второй гитаре. К тому времени сам Уилсон уже играл (помимо ботлнек- и слайд-гитарах) на блюзовой гармонике, развивая при этом и индивидуальный вокальный стиль.
Приятель Уилсона Джон Фэйхи познакомил его с Хайтом: дома у последнего и образовались в 1965 году Canned Heat, название заимствовавшие у «Canned Heat Blues», песни блюзмена Томми Джонсона. Последний умер от отравления горючей жидкостью «Стерно», известной как «консервированный огонь» и использовавшийся многими чернокожими вместо алкоголя в годы «сухого закона».
В первом составе единственным вокалистом был Боб Хайт; ему аккомпанировали: ведущий гитарист Майк Перловин (англ. Mike Perlowin), ботлнек-гитарист Уилсон, басист Стю Бротман (англ. Stu Brotman) и барабанщик Кейт Сойер (англ. Keith Sawyer). Вскоре Перловина заменил гитарист Кенни Эдвардс (англ. Kenny Edwards), близкий приятель Уилсона, а за ударные сел Рон Холмс (англ. Ron Holmes). На первый же концерт группы в голливудском зале «Эш Грув» пришёл приятель Хайта Генри Вестайн (англ. Henry Vestine, до этого уже поигравший в группах The Beans и The Mothers of Invention. Вестайн пришёл в такой восторг от услышанного, что почти насильно вытеснил из состава Эдвардса (который образовал позже Stone Poneys — с Линдой Ронстадт). Примерно в то же время джазмен Фрэнк Кук (англ. Frank Cook) пришёл в группу в качестве постоянного барабанщика.

### 1966—1971
Свои первые записи группа (Вилсон, Хайт, Кук, Вестайн и Бротман) сделала в 1966 году, с продюсером Джонни Отисом в студии на Вайн-стрит в Лос-Анджелесе. На виниле они появились лишь в 1970 году и стали с тех пор самым популярным бутлегом в дискографии группы. В ноябре 1966 года Canned Heat (после трёхмесячного перерыва, во время которого Уилсон и Вестайн временно перешли в Electric Beavers) выступили в UCLA. Их услышали агенты Уильяма Морриса Скип Тейлор и Джон Хартманн, которые вскоре образовали собственную компанию и занялись раскруткой ансамбля вплотную. Примерно в это время на Canned Heat обратила внимание певица Джеки ДеШэннон: будучи замужем за главой отдела артистов и репертуара Liberty Records, она и обеспечила группе её первый большой контракт.
Вскоре Бротман покинул состав, чтобы образовать Kaleidoscope (с Дэвидом Линдли и Крисом Дэрроу). Заменивший его Марк Андес (позже ушедший в Spirit) продержался два месяца и в свою очередь уступил место Ларри Тейлору, брату Мела Тейлора, барабанщика The Ventures. Это был уже опытный музыкант, успевший поиграть на концертах с Джерри Ли Льюисом и Чаком Берри, а также поучаствовать в Moondogs (где играл Джеймс Маркус Смит, который позже стал известен как P.J. Proby) и записаться с The Monkees (на двух альбомах).
Демо-плёнки, записанные группой с Тейлором в апреле 1967 года (где была и ранняя версия «On The Road Again») вышли в 1994 году под названием Uncanned!.
17 июня 1967 года Canned Heat выступили на фестивале в Монтерее, получив восторженные отзывы критиков. «Технически Вестайн и Уилсон, возможно — лучшая пара гитаристов в мире, причём последний ещё и уникальный мастер игры на гармонике», — писал 10 августа журнал Downbeat, вышедший с фотографией группы на обложке.
Исполненная на фестивале «Rollin' and Tumblin'» (Мадди Уотерса) стала первым синглом группы, за которым последовал и дебютный Canned Heat, выпущенный в июле 1967 года и поднявшийся в списках «Биллборда» до 76-го места. Критики отметили блюзовые стандарты: «Evil Is Going On» (Вилли Диксона), «Rollin' and Tumblin'», «Help Me», а также песню Сонни Боя Уильямсона, партию вокала в которой исполнил Уилсон.
Вскоре после выхода альбома группа оказалась в центре скандала: все её участники, кроме Уилсона, были арестованы в Денвере, штат Колорадо, за хранение марихуаны. Проведя сутки в полицейском участке, на пресс-конференции музыканты заявили, что обвинения против них были сфабрикованы и направлены в действительности против клуба Family Dog и его владельцев. Этот инцидент имел катастрофические финансовые последствия для Canned Heat: не имея денег для того, чтобы нанять хороших адвокатов, музыканты вынуждены были срочно продать половину издательских прав компании Liberty Records за 10 тысяч $. Группа в результате отделалась мелкими штрафами и условными сроками, но впоследствии теряла десятки тысяч долларов ежегодно.
После совместного концерта с Bluesberry Jam (в зале лос-анджелесском зале «Magic Mushroom») менеджер Canned Heat Скип Тейлор пригласил на прослушивание барабанщика Адольфо де ла Парру англ. Adolfo de la Parra). По словам Хайта, дело решил сам по себе уже тот факт, что тот явился с пластинками Бадди Гая и Джуниора Уэллса. В результате оригинальной «рокировки» Кук перешёл в Bluesberry Jam — группу, которая через некоторое время превратилась в Pacific Gas & Electric.
Ободренная поддержкой прессы, которая стала писать о выступлениях группы в самых восторженных тонах, Canned Heat выпустили второй альбом Boogie with Canned Heat, центральный трек которого, «On The Road Again», стал хитом во многих странах мира. Уилсон записался здесь шесть раз, исполнив и основную вокальную партию. 12-минутная «Fried Hockey Boogie» (сочиненная Ларри Тейлором, но выстроенная на риффе Джона Ли Хукера), позволила всем участникам группы проявить индивидуальное мастерство. О Сanned Heat впервые заговорили как о «королях буги» («kings of the boogie»). Композиция Хайта «Amphetamine Annie» стала первой антинаркотический песнью десятилетия. «My Crime» рассказывала об аресте в Денвере.
В числе приглашённых гостей здесь записался Санниленд Слим (он же Алберт Луандрю), блюзмен, который работал таксистом, чтобы расплатиться с долгами, и совершенно случайно подвёз однажды на концерт участников коллектива. Именно Хайт и Уилсон уговорили его выпустить позже сольный альбом Slim’s Got His Thing Goin' On. Вновь наивысшую оценку альбом получил от журнала Downbeat (от 13 июня 1968 года), который назвал Canned Heat «…лучшей группой в своём роде, играющей блюз с энергией и убеждённостью, какие присущи были лишь чернокожим музыкантам, таким, как Мадди Уотерс и Джон Ли Хукер, в послевоенные годы…».
В сентябре 1968 года Canned Heat вышли в первое европейское турне, выступив в английской программе Top of the Pops и немецкой «Beat Club» с синглом «On The Road Again». Песня вышла на первое место в Германии и поднялась в UK Singles Chart до #8.
В третьем альбоме Living the Blues квинтет приступил к широкомасштабным экспериментам, о чём свидетельствует 19-минутная композиция «Parthenogenesis», в котором заметны влияния ямайской и индийской культур. Синглом из него вышел трек «Goin' Up The Country» — своего рода «выжимка» из композиции Хенри Томаса «Bulldozer Blues», к которой Уилсон написал новый текст. В США сингл поднялся до #11 места, в Англии — до #19, но возглавил хит-парады в 25 странах мира.
В 1969 году, записывая Living The Blues, группа подготовила и концертный альбом: озаглавленный Live at the Topanga Corral, он в действительности был записан в голливудском клубе «Kaleidoscope», которым владели их менеджеры Скип Тейлор и Джон Хартманн. Liberty Records отказывалась выпускать «живые» альбомы, поэтому выпущен он был на маленьком лейбле Wand Records.
После выхода четвёртого альбома Hallelujah летом 1969 года (центральным треком здесь считается «Same All Over», текст которого написал менеджер Тейлор), группа дала несколько концертов в Филмор-Ист. Тогда-то и разгорелась печально известная ссора между Тейлором и Вестайном, в результате чего последний покинул Canned Heat и собрал (недолго просуществовавший) ансамбль Sun. Сначала Вестайна заменял Майк Блумфилд: ему предложили место в Canned Heat на постоянной основе, но гитарист отказался, сославшись на нелюбовь к гастрольному образу жизни. Затем в группу пришёл Харви Мандел, ветеран чикагской блюзовой сцены, чей сольный альбом Cristo Redentor вышел незадолго до этого, весной 1969 года.
С ним группа дала ещё два концерта в Сан-Франциско, после чего отправилась Вудсток, где исполнила «Going Up The Country». За день до выхода фильма «Woodstock» компания Warner Bros. урезала его на 12 минут, выбросив выступления Canned Heat и Jefferson Airplane, двух «не своих» групп. Несколько лет спустя справедливость была восстановлена выпуском оригинальной версии фильма «Woodstock, The Directors Cut». В октябре 1969 года сборник Canned Heat Cookbook поднялся в Британии до #8, после чего группа отправилась в европейское турне. Из записей, сдаланных в ходе последнего, был собран Canned Heat '70 Concert, позже переименованный в Live In Europe. И вновь пластинка, почти не вызвавшая интереса в США, имела успех в Британии (где поднялась до 15-го места).
Незадолго до начала турне группа записала мощную рок-н-ролльную версию «Let’s Work Together» Уилберта Харрисона. Liberty собралась тут же выпустить её синглом в США, но Хайт предложил сделать паузу, чтобы дать возможность самому автору (в последний раз бывшему в чартах в 1957 году) вернуться на сцену. Лейбл согласился придержать сингл в Америке, но выпустил его в Англии, где тот неожиданно поднялся до #2. Вскоре песня вошла и в основные хит-парады стран Западной Европы.
В мае 1970 года Харви Мандел и Лари Тейлор покинули Canned Heat и присоединились к John Mayall's Bluesbreakers. Вернувшийся в состав Вестайн привел с собой басиста Антонио де ла Барреду (который пять лет играл в Мексике с де ла Парой и был одно время участником группы Jerome). Обновленная группа отправилась в студию и записала сешшн с Джоном Ли Хукером — Hooker 'N Heat. Таким образом группа (в очередной раз) вывела легендарного блюзмена из относительного забвения к широкой аудитории.
Future Blues (выпущенный в августе того же года) ознаменовал переход от традиционных блюзовых тем: группа заинтересовалась, в частности, экологией. Обложка пластинки, на которой двое американских астронавтов устанавливают перевернутый флаг на Луне (а за их спинами видна Земля, окутанная облаками промышленных отходов) вызвала скандал: некоторые торговые сети (K-Mart, Sears, Woolworth’s) усмотрели тут оскорбление американского флага и отказались продавать альбом.
Концептуальный альбом John The Revelator (с Сонном Хаусом, взявшим на себя роль декламатора) оказался последним для Алана Уилсона: 3 сентября 1970 года он скончался при невыясненных обстоятельствах; предположительно — покончил с собой, приняв смертельную дозу наркотика. По свидетельству участников группы, музыкант, фанатично боровшийся за сохранение окружающей среды, впал в состояние глубокой депрессии от осознания бесплодности своих стараний.

## С 1971
В феврале 1971 года после долгих проволочек наконец увидел свет Hooker 'n Heat, записанный с Джоном Ли Хукером. Следующий альбом Memphis Heat был записан (французским продюсером Филиппом Раулем) уже с Джоэлом Скоттом Хиллом. Главным гостем студии стал легендарный блюзмен Мемфис Слим. Выпущен был альбом лишь три года спустя — французским лейблом Barclay (в 2006 году его перевыпустил Sunnyside Recordings).
Смерть Уилсона повлекла за собой реорганизацию в группе: после Historical Figures and Ancient Heads (декабрь 1971 года) состав участников менялся постоянно. Последняя заметная работа группы Gate's On The Heat (1973), посвящённая творчеству Кларенса Брауна, была записана составом, в котором (помимо Боба, Фито и Хенри) играли ритм-гитарист Джеймс Шейн, клавишник Эд Бэйер и бас-гитарист Ричард Хайт.
5 апреля 1981 года в Паломино, Лос-Анджелес, от сердечного приступа скончался Боб Хайт. 20 октября 1997 года Хенри Вестайн умер в Париже, отыграв с группой последний концерт европейского тура. После этого лидером группы стал Фито де ла Парра.
Последний студийный альбом группы Friends In The Can (2003) был составлен из новых и ранее выпускавшихся записей с участием многочисленных друзей группы, в числе которых — Джон Ли Хукер, Тадж Махал, Уолтер Траут, Роберт Лукас, Кори Стивенс, Рой Роджерс, Харви Мандел. Сорокалетие со дня образования Canned Heat отметили проведением World Boogie Tour. В настоящее время группа выступает в составе: Фито де ла Пара — ударные, Грег Кэйдж — бас, вокал, Роберт Лукас — гитара, гармоника, вокал, Барри Левенсон — гитара.

## Дискография

### Альбомы
- Canned Heat (1967)
- Boogie with Canned Heat (1968)
- Living the Blues (1968)
- Hallelujah (1969)
- Future Blues (1970)
- Live in Europe (1970)
- Hooker ’N’ Heat (1970)
- Live at Topanga Corral (1966-67) (1971)
- The Best of Canned Heat (1972)
- The New Age (1973)
- Memphis Heat (с уч. Memphis Slim) (1973)
- Human Condition (1978)
- Hooker ’n’ Heat (Live at the Fox Venice Theatre, с Джоном Ли Хукером) (1978)
- Kings of the Boogie (1981)
- Reheated (1988)
- Let’s Work Together: The Best of Canned Heat (1989)
- Uncanned! The Best of Canned Heat (1994)
- King Biscuit Flower Hour Presents Canned Heat in Concert (1995)
- Best of Hooker ’n’ Heat (1996)
- Boogie 2000 (1999)
- Blues Band (1999)
- The Boogie House Tapes (2000)
- Friends in the Can (2003)
- The Boogie House Tapes, Volume 2 (2004)
- Under Dutch Skies (2007)
- Christmas Album (2007)